# Nicole Davis
Nicole Davis (ur. 24 kwietnia 1982 w Stockton) – amerykańska siatkarka, reprezentantka kraju, grająca na pozycji libero. Dwukrotna wicemistrzyni olimpijska, z Pekinu 2008 r. oraz  Londynu 2012 r. W sezonie 2004/2005 występowała w Polsce, w drużynie Nafta Gaz Piła. Po zakończeniu sezonu 2014/2015 postanowiła zakończyć siatkarską karierę.

## Sukcesy klubowe
Mistrzostwo Polski:
- 2005

Mistrzostwo Turcji:
- 2007

Puchar Challenge:
- 2011

Mistrzostwo Niemiec:
- 2013

Mistrzostwo Rumunii:
- 2014

Puchar Francji:
- 2015

Mistrzostwo Francji:
- 2015

## Sukcesy reprezentacyjne
Mistrzostwa Ameryki Północnej, Środkowej i Karaibów:
- 2005, 2011
- 2007

Puchar Wielkich Mistrzyń:
- 2005

Puchar Świata:
- 2011
- 2007

Igrzyska Olimpijskie:
- 2008, 2012

Volley Masters Montreux:
- 2010, 2014

Grand Prix:
- 2010, 2011, 2012

Puchar Panamerykański:
- 2011

Mistrzostwa Świata:
- 2014

## Nagrody indywidualne
- 2009 - Najlepsza broniąca Pucharu Panamerykańskiego
- 2010 - Najlepsza libero turnieju Volley Masters Montreux
- 2011 - Najlepsza libero azerskiej Superligi w sezonie 2010/2011
- 2015 - Najlepsza libero francuskiej ligi w sezonie 2014/2015